# Красний Огородник
Кра́сний Огоро́дник (рос. Красный Огородник) — селище у складі Кваркенського району Оренбурзької області, Росія.

## Населення
Населення — 66 осіб (2010; 110 у 2002).
Національний склад (станом на 2002 рік):
- росіяни — 51 %